# Transformación generalizada de Hough
La transformada de Hough fue desarrollada originalmente para detectar formas geométricas básicas (rectas, circunferencias, elipses) en una imagen.  
En 1981 el profesor Dana Hary Ballard generaliza este concepto para detectar formas arbitrarias, referidas como curvas no analíticas.
El problema general de macheo de patrones (template matching) consiste en encontrar la posición de una imagen patrón en una imagen mayor a explorar.  La transformada generalizada de Hough (GHT por sus siglas en inglés) es una solución particular para este problema general, que opera de manera similar a la transformada de Hough, generando un espacio abstracto de parámetros de posición del patrón Identificado el punto en este espacio paramétrico, se obtiene la posición del patrón en la imagen.
Dado un patrón binario (aquel cuyos píxeles sólo pueden ser blancos o negros), cada píxel de la imagen a explorar "vota" todos los parámetros de posición de los posibles patrones que contienen a ese píxel.  El espacio paramétrico recibe y acumula los votos de todos los píxeles de la imagen explorada.  Los máximos locales en este espacio corresponden a los parámetros de posición del patrón en la imagen explorada.
- Datos: Q3537586